# SUS4
SUS4 (hangul: 써스포) är en sydkoreansk tjejgrupp bildad år 2015 av TK Entertainment. Gruppen består av de tre medlemmarna Sanha, Hwirin och Ain.

## Karriär
Innan den officiella debuten gjorde SUS4 över femtio framträdanden vid evenemang för Sydkoreas väpnade styrkor. I mars 2015 blev de skivbolaget TK Entertainments tredje artist att debutera i och med släppet av singeln "Shake It", framförd tillsammans med sångaren Maboos. Musikvideon och konceptet kritiserades av en del k-popfans för att vara sexistiskt. I ett avsnitt av Idol Got 10 i juni 2015 placerades SUS4 på listan över de tio nya grupperna med störst potential att slå igenom i Kina.
Efter att Jimin och Hena lämnat gruppen återvände SUS4 i januari 2016 med de två nya medlemmarna Hwirin och Ain. Den nya singeln "Pick Me Up" producerades av personer med erfarenhet från att ha skapat musik åt grupper som Girl's Day, Kara, Secret, 4Minute och Rainbow. Teasers släpptes inför gruppens comeback som skedde den 27 januari 2016 i och med släppet av hela musikvideon till "Pick Me Up". De framträdde med låten under kommande veckor i musikprogram som Music Bank på KBS, Show! Music Core på MBC och M! Countdown på Mnet. I juni 2016 var gruppmedlemmen Sanha med i den koreanska versionen av Maxim.

## Medlemmar
| Artistnamn   | Artistnamn | Födelsenamn  | Födelsenamn | Födelsedatum      | Medlemstid |
| Romanisering | Hangul     | Romanisering | Hangul      | Födelsedatum      | Medlemstid |
| Nuvarande    | Nuvarande  | Nuvarande    | Nuvarande   | Nuvarande         | Nuvarande  |
| ------------ | ---------- | ------------ | ----------- | ----------------- | ---------- |
| Sanha        | 산하       | Kim San-ha   | 김산하      | 21 december 1994  | 2015-idag  |
| Hwirin       | 휘린       | Cho Hwi-rin  | 조휘린      | 12 februari 1995  | 2015-idag  |
| Ain          | 아인       | Kim Ye-jin   | 김예진      | 7 november 1995   | 2015-idag  |
| Tidigare     |            |              |             |                   |            |
| Hena         | 헤나       | Kim Yu-ri    | 김유리      | 19 juni 1994      | 2015       |
| Jimin        | 지민       | Kim Ji-min   | 김지민      | 24 september 1995 | 2015       |

## Diskografi

### Singlar
| År   | Titel        | Topplacering          |
| År   | Titel        | Sydkorea (Gaon Chart) |
| ---- | ------------ | --------------------- |
| 2015 | "Shake It"   | —                     |
| 2016 | "Pick Me Up" | —                     |